# Lucio Cornelio Léntulo
Lucio Cornelio Léntulo (en latín, Lucius Cornelius L. f. L. n. Lentulus) fue un cónsul de la República Romana en el año 199 a. C.. Era hermano de Cneo Cornelio Léntulo, el cónsul de 201 a. C. Su padre fue Pontifex Maximus hasta su fallecimiento en 213 a. C..

## Biografía
Fue quizás el Léntulo que ostentó el puesto de decemvir sacrorum en 213 a. C. Lucio Cornelio Léntulo consiguió la pretura en el año 211 a. C. sirviendo en la isla de Cerdeña.
En 209 a. C. tomó parte en la batalla de Canusio como legado de Marco Claudio Marcelo, estando al frente de una de las alas de la formación romana en el último día de combates. En el año 206 a. C. sucedió a Escipión el Africano como procónsul en Hispania, combatiendo la rebelión de los ilergetes comandados por Indíbil y Mandonio. 
Durante su estancia allí fue edil curul en 204 a. C. junto a su hermano Cneo, pese a haber sido ya pretor. Esto podría haber sucedido con el fin de completar su cursus honorum y promover en el futuro su candidatura al consulado. A su regreso, en el año 200 a. C., no se le permitió más que una ovación, debido a que sólo tenía rango proconsular. Fue designado cónsul el año después de su regreso 199 a. C.. Al año siguiente era nombrado procónsul en la Galia.
Murió en 173 a. C.